# جورج تیلر
جورج تیلر (انگلیسی: George Tiller; ۸ اوت ۱۹۴۱ – ۳۱ مهٔ ۲۰۰۹) پزشک، و افسر اهل ایالات متحده آمریکا بود. مطب وی در
ویچیتا، کانزاس یکی از سه مطب در کل آمریکا بود که سقط جنین سه ماهه سوم انجام می‌داد. وی در ۳۱ مه ۲۰۰۹ توسط اسکات ریدر یک مسیحی تندرو به قتل رسید.